# Mnet Asian Music Awards 2016
Die 18. Mnet Asian Music Awards 2016 fanden im Dezember 2016 in Hongkong statt.

## Abstimmungskriterien
Qualifiziert für eine Nominierung waren Lieder oder Alben, die zwischen dem 31. Oktober 2015 und dem 27. Oktober 2016 veröffentlicht wurden.
Folgende Abstimmungskriterien wurden festgelegt:
| Kategorien                                                 | Online Abstimmung | Research | MAMA Expertenjury | Digitale Verkäufe | Physische Verkäufe | MAMA Auswahl- komitee |
| ---------------------------------------------------------- | ----------------- | -------- | ----------------- | ----------------- | ------------------ | --------------------- |
| Artist of the Year Award Category (Künstler-Kategorien) 1) | 20 %              | 20 %     | 20 %              | 20 %              | 10 %               | 10 %                  |
| Song of the Year Award Category (Genre-Kategorien) 2)      | 10 %              | 20 %     | 20 %              | 30 %              | 10 %               | 10 %                  |
| Album of the Year                                          | –                 | –        | 30 %              | –                 | 50 %               | 20 %                  |
| Special Prize 3)                                           | 30 %              | –        | 50 %              | –                 | –                  | 20 %                  |

## Gewinner und Nominierte
Die Gewinner der jeweiligen Preise sind fett dargestellt.

### Artist of the Year
- BTS
  - Exo
  - Twice
  - GFriend
  - Taeyeon

### Album of the Year
- Exo – Ex’Act
  - Twice – Page Two
  - BTS – Wings
  - Seventeen – Love & Letter
  - Shinee – 1 of 1

### Song of the Year
- Twice – „Cheer Up“
  - Exo – „Monster“
  - BTS – „Blood Sweat & Tears“
  - GFriend – „Rough“
  - Zico – „I Am You, You Are Me“

### Best Music Video
- Blackpink – „Whistle“
  - Dean – „Bonnie & Clyde“
  - Gain – „Carnival (The Last Day)“
  - BTS – „Blood Sweat & Tears“
  - Wonder Girls – „Why So Lonelys“

### Best Male Group
- Exo
  - iKON
  - BTS
  - Block B
  - Shinee
  - Infinite

### Best Female Group
- Twice
  - Red Velvet
  - Mamamoo
  - GFriend
  - Wonder Girls

### Best Dance Performance – Male Group
- BTS – „Blood Sweat & Tears“
  - Exo – „Monster“
  - Got7 – „Hard Carry“
  - Monsta X – „All In“
  - VIXX – „Fantasy“
  - Seventeen – „Pretty U“

### Best Dance Performance – Female Group
- GFriend – „Rough“
  - AOA – „Good Luck“
  - Twice – „Cheer Up“
  - Red Velvet – „Russian Roulette“
  - Sistar – „I Like That“

### Best Dance Performance – Solo
- Taemin – „Press Your Number“
  - Luna – „Free Somebody“
  - Jun Hyoseong – „Find Me“
  - Tiffany – „I Just Wanna Dance“
  - HyunA – „How's This?“

### Best Collaboration
- Suzy & Baekhyun – „Dream“
  - MOBB – „HIT ME“
  - Park Kyung & Eunha – „Inferiority Complex“
  - BoA & Beenzino – „No Matter What“
  - Eric Nam & Wendy – „Spring Love“

### Best Vocal Performance – Group
- Davichi – „Beside Me“
  - Mamamoo – „You're the Best“
  - Beast – „Ribbon“
  - BTOB – „Remember That“
  - Urban Zakapa – „I Don't Love You“

### Best OST
- Lee Juck – „Don't Worry“ (Reply 1988)
  - Gummy – „Moonlight Drawn by Clouds“ (Love in the Moonlight)
  - Davichi – „This Love“ (Descendants of the Sun)
  - Ben – „Like a Dream“ (Another Miss Oh)
  - Jang Beom June – „Reminiscence“ (Signal)

### Best Vocal Performance – Male Solo
- Crush – „Don't Forget“ featuring Taeyeon
  - Dean – „D (Half Moon)“
  - Eric Nam – „Good For You“
  - Im Chang-jung – „The Love That I Committed“
  - Jang Beom June – „Fallen in Love (Only with You)“

### Best Vocal Performance – Female Solo
- Ailee – „If You“
  - Baek A-yeon – „So-So“
  - Baek Yerin – „Across The Universe“
  - Jung Eunji – „Hopefully Sky“
  - Taeyeon – „Rain“

### Best Band Performance
- CNBLUE – „You're So Fine“
  - 10cm – „What The Spring?“
  - DAY6 – „Letting Go“
  - FTISLAND – „Take Me Now“
  - Guckkasten – „Pulse“

### Best Rap Performance
- C Jamm & BewhY – „Puzzle“
  - Gary – „Lonely Night“
  - DOK2 – „1llusion“
  - San E & Mad Clown – „Sour Grapes“
  - Zico – „I Am You, You Are Me“

### Best New Artist – Male
- NCT 127
  - SF9
  - Astro
  - KNK
  - Pentagon

### Best New Artist – Female
- I.O.I
  - Blackpink
  - Gugudan
  - Bolbbalgan4
  - Cosmic Girls

### Special Awards
- World Performer Award: Seventeen
- iQIYI Worldwide Favourite Artist: Got7
- Best of Next Artist Award (Male) – Monsta X
- Best of Next Artist Award (Female) – Blackpink
- Best Producer:  Black Eyed Pilseung
- Best Visual & Art Director:  Min Hee Jin
- Best Choreographer:  J.Da Apissara Phetruengrong
- Best Promoter:  Masahiro Hikada
- Best Executive Producer:  Bang Si Hyuk
- Best International Producer:  Timbaland
- Best Engineer:  Tanaka Hironobu
- Inspired Achievement: Quincy Jones
- Best Asian Style: Exo
- Best Asian Artist: Getsunova; Noo Phuoc Thinh; Isyana Sarasvati; JJ Lin; Sekai no Owari; Hua Chenyu